# Alluaudomyia senta
Alluaudomyia senta är en tvåvingeart som beskrevs av Meillon 1936. Alluaudomyia senta ingår i släktet Alluaudomyia och familjen svidknott. Inga underarter finns listade i Catalogue of Life.